# Horacio Mendizábal
Horacio Mendizábal fue un abogado y guerrillero (Buenos Aires, Argentina, 30 de octubre de 1944 - Campo de Mayo, provincia de Buenos Aires, Argentina, 19 de septiembre de 1979) cuando era miembro de la conducción de la agrupación guerrillera Montoneros. Al morir estaba casado y tenía dos hijos. Usaba el nombre de guerra de Hernán y tenía los apodos familiares de Flaco Mendicrim o Lauchón.

## Comienzo de la militancia
Hasta mediados de la década de 1960 militó tempranamente en la democracia cristiana y luego pasó a identificarse con el peronismo. Su trabajo como abogado lo pone en contacto con la CGT de los Argentinos y en 1968, luego de un frustrado intento por incorporarse a la organización guerrillera Fuerzas Armadas Peronistas (FAP) fundó con Norberto Armando Habegger y otros jóvenes democristianos y provenientes del nacionalismo católico desde el trabajo en villas miserias y en las fábricas la organización guerrillera peronista Comando Descamisados o, simplemente, Descamisados. En 1969 Dardo Manuel Cabo pasó a dirigir la organización, que hizo su primera aparición pública en noviembre de 1970 en ocasión de la exhibición de la película La hora de los hornos, de Fernando Solanas y Octavio Getino en un cine de La Tablada. La organización consideraba a la acción armada como un complemento a la construcción de bases políticas mediante el trabajo en los barrios.
En octubre de 1968 fue detenido cuando participaba en un acto en celebración del cumpleaños de Perón y tiraba volantes en solidaridad con los guerrilleros de las FAP que habían sido detenidos al fracasar el 17 de septiembre del mismo año su primera acción armada realizada en Taco Ralo, Tucumán.
Entre las acciones que se adjudican a esta organización se encuentran la voladura del Círculo Naval de Tigre, la del yate del comandante en jefe de la Armada, el secuestro del gerente de General Electric-ITT de San Isidro, (provincia de Buenos Aires) por cuyo rescate cobraron un millón de dólares, así como el robo de varias instituciones financieras.
El hecho más importante atribuido a Descamisados por algunas fuentes fue el asesinato de Augusto Timoteo Vandor ocurrido el 30 de junio de 1969.

## Integración a Montoneros
Desde inicios de la década de 1970 Descamisados se aproximó a Montoneros, primero con un proyecto denominado Organizaciones Armadas Peronistas (OAP) y luego en una completa fusión en 1972. Mendizábal asistió en representación de Descamisados a una reunión con Perón en Roma poco antes de que partiera el 17 de noviembre de 1972 rumbo a Argentina, encontrándose también Mario Firmenich por Montoneros y Roberto Quieto por las FAR. También estuvo presente en la reunión realizada con dirigentes de la Juventud Peronista y Lorenzo Miguel ante el lanzamiento de la Juventud Trabajadora Peronista.
En la reunión en la que convocó Perón a representantes de la juventud peronista buscando un acuerdo para el acto del 1° de mayo de 1974, Mendizábal fue el encargado de expresar que ese acto debía tener el carácter de “asamblea popular” donde el “pueblo” y los trabajadores pudieran dialogar con su conductor, si bien “infiltrados en el gobierno popular” significaban un obstáculo para ello.
El punto de máxima tensión en el proceso de expulsión de Montoneros del movimiento peronista se produjo el 1 de mayo de 1974, en ocasión de los festejos por el Día del Trabajo. Ese diálogo resultó imposible pues ante los cánticos que entonaban las columnas montoneras contra la vicepresidenta María Estela Martínez de Perón y López Rega y afirmando sobre su gobierno que "estaba lleno de gorilas", Perón los llamó estúpidos e imberbes en un encendido y recordado discurso desde el balcón de la Casa de Gobierno. La reacción de los militantes de Montoneros y de la Juventud Peronista fue su inmediata retirada de la Plaza de Mayo donde se realizaba el acto.
Mendizábal fue detenido en Córdoba el 7 de agosto de 1975 junto a Marcos Osatinsky y otros militantes. La conducción de la organización atribuyó la captura a una información de Fernando Haymal y mató a este militante luego de un "juicio revolucionario" por "delación y traición", en tanto otras fuentes cercanas a la organización lo imputaron a descuidos en la seguridad.
Mendizábal escapó en enero de 1976 del despacho del juez federal, con ayuda de su abogado, quien encañonó al custodio, escapando ambos por una ventana a la calle y de ahí a un vehículo que los esperaba.
En mayo de 1977 la conducción nacional de Montoneros anunció su establecimiento en Roma. Mendizábal viajó por varios países, incluyendo Alemania Oriental, donde hizo un “curso de Estado Mayor” y Beirut, para reforzar el vínculo con la Organización para la Liberación de Palestina.

## Contraofensiva de Montoneros
En 1978 la conducción montonera planteó una contraofensiva con la idea que los activistas que estaban en el exilio debían volver al país y realizar acciones armadas. Muchos de esos militantes eran ex-detenido-desaparecidos que habían logrado salir del país luego de estar prisioneros en distintos centros clandestinos de detención (CCD). La conducción montonera desconfiaba de quienes habían retornado a la Organización luego de haber permanecido chupados en algún CCD. Sobre ese tema, Rodolfo Galimberti mantenía una posición exacerbada: los combatía como a un enemigo, los trataba de traidores que habían negociado entregar a compañeros para salvar sus vidas y decía que estaban controlados por el Servicio de Inteligencia Naval a través del Centro Piloto en París.
Durante 1978, emisarios de la dirigencia montonera se pusieron en contacto con las colonias de expatriados en México y Europa procurando reagrupar fuerzas. Su discurso era que el gobierno militar estaba en crisis y que la Organización debía colocarse a la cabeza del descontento social con ataques al poder económico. A los militantes que aceptaban participar en la contraofensiva planeada se les impartían cursos de Política, Economía y Estrategia militar, y muchos de ellos recibían también instrucción militar en una base de la Organización ubicada en el sur del Líbano y en una casa en las afueras de Cuernavaca.
Luego de deliberar un fin de semana en un convento ubicado en Génova y en un clima de falso triunfalismo, todos los montoneros presentes, incluidos Roberto Perdía, Rodolfo Galimberti y Miguel Bonasso, aprobaron por unanimidad iniciar la Campaña de Contraofensiva Estratégica Comandante Carlos Hobert, pues consideraron que ya estaban dadas las condiciones “para terminar de derrotar a la dictadura”. La conducción dispuso que la participación en la ofensiva para aquellos con grado de suboficial y menor (milicianos) fuera voluntaria, en tanto que para los de grado de oficial era obligatoria. En todos los casos era la conducción la que decidía quiénes debían integrar cada pelotón.
La primera contraofensiva fue en 1979, pero la cúpula montonera permaneció en Europa. Se formaron dos estructuras sin relaciones entre sÍ: las TEA, Tropas Especiales de Agitación y las TEI Tropas Especiales de Infantería. Las primeras realizarían tareas de agitación y propaganda, además de contar con aparatos para interferir las comunicaciones; las segundas, las TEI, atacarían el transporte público, las comunicaciones y a miembros del equipo económico de la dictadura gobernante.
Alrededor de un centenar de guerrilleros montoneros se concentraron en España y en México y regresaron de manera clandestina a la Argentina. Los tres pelotones de TEA hacían transmisiones clandestinas con discursos dirigidos en forma puntual a alguno de los conflictos gremiales en curso, pero si bien despertaban simpatía entre los obreros, su penetración política fue escasa o nula.
En julio de 1979 un boletín interno de la Conducción evaluaba favorablemente el trabajo de las TEA pese a que subyacía un conflicto porque muchos de los cuadros reclamaban una mayor descentralización para evitar o atenuar las detenciones en cadena. Se llegó al punto de que Regino Adolfo González (alias Gerardo) dio libertad a los integrantes del grupo I, a su mando, para salir del país si lo quisieran, motivo por el cual se le acusó de “traición criminal”. En septiembre de 1979 comenzaron las caídas de integrantes de las TEA. Regino Adolfo González y su esposa fueron detenidos y solo la mujer reapareció.
Mendizábal regresó a Argentina al frente de las Tropas Especiales de Agitación (TEA) que participan en la llamada Contraofensiva. Su principal misión consistía en dirigir las transmisiones de Radio Liberación. El 17 de septiembre de 1979 fue interceptado por fuerzas de seguridad junto a Armando Croatto en Munro, provincia de Buenos Aires, en las cercanías del supermercado “Canguro”. Se defendieron con las armas que portaban y fue herido de gravedad, falleciendo dos días más tarde en el Hospital Militar de la Guarnición de Campo de Mayo.
La integrante del grupo I de las TEA, Susana Solimano, exesposa de Mendizábal fue secuestrada el 27 de septiembre de 1979 y su cuerpo sin vida apareció flotando en un riachuelo en Escobar, provincia de Buenos Aires.
La primera contraofensiva finalizó con la muerte o desaparición de unos 80 militantes y sin logros políticos. Las acciones de agitación no encontraron apoyo en sus destinatarios. Las operaciones militares solo se cumplieron parcialmente y con un alto costo.